# Cerografia
Cerografia – sposób wykonywania formy drukarskiej wklęsłodrukowej, znajdujący zastosowanie w artystycznych technikach graficznych. Polega na ręcznym wyżłobieniu rysunku na pokrytej woskiem posrebrzanej płycie miedzianej, którą następnie poddaje się trawieniu elektrolitycznemu.